# Марко Тодоровић (глумац, 1995)
Марко Тодоровић (Подгорица, 1. март 1995) српски је глумац.
Студирао је на Академији умјетности, Цетиње. Познат је по улози Ђорђа Карађорђевића у биографском филму Краљ Петар Први. Национално се изјаснио као Србин из Црне Горе.

## Улоге
| Наслов                             | Година            | Улога              |
| ---------------------------------- | ----------------- | ------------------ |
| Божићни устанак                    | 2017              | Бјелашки подмладак |
| Santa Maria della Sallute          | 2017              |                    |
| Друго име љубави                   | 2017—2020         | Лука Крпан         |
| Убице мог оца                      | 2017—2019         | Љубо Никчевић      |
| Краљ Петар Први                    | 2018              | Ђорђе Карађорђевић |
| Сенке над Балканом                 | 2019—2020         | Никола             |
| Беса                               | 2019              | Дритонов хирург    |
| Ургентни центар (српска ТВ серија) | 2019              | сниматељ           |
| Синђелићи                          | 2019              | менаџер            |
| Друго име љубави                   | 2019-2020         | Лука Крпан         |
| Жигосани у рекету                  | 2019—2020         | Реља               |
| Радио Милева                       | 2021              | Стевица            |
| Тома                               | 2021              | Рајко              |
| Нечиста крв                        | 2021              | официр Емир        |
| Пад (ТВ серија) (серија)           | 2023              | адвокат Ђурашковић |
| Камионџије д.о.о (серија)          | 2023              | Макс               |
| Тома (серија)                      | 2023              | Рајко              |
| Кожа                               | 2024              |                    |
| Љубав у доба короне                | 2024              | Лакота             |
| Буди Бог с нама                    | Продукција у току |                    |